# Holmsvedens station
Holmsvedens järnvägsstation är en station längs Norra stambanan. Den ligger 33 kilometer söder om Bollnäs och 27 kilometer norr om Ockelbo.
Stationen och det omgivande samhället Holmsveden kom att uppmärksammas genom de två allvarliga järnvägsolyckorna i Holmsveden 1917 respektive 1966.
Järnvägssträckan från Ockelbo till Holmsveden invigdes år 1877. Året efter invigdes sträckan Holmsveden - Bollnäs.